# هینه تهی تان توی
هینه تهی تان توی ویتنامی: Huỳnh Thị Thanh Thủy؛ زاده ۱ ژوئیه ۲۰۰۲) مدل و ملکه زیبایی اهل ویتنام است که برنده دوشیزه بین‌الملل ۲۰۲۴ شد. او اولین نماینده ویتنام است که این مقام را کسب کرد.